# Таргоне-Критули
Таргоне-Критули (пол. Targonie-Krytuły) — село в Польщі, у гміні Завади Білостоцького повіту Підляського воєводства.
Населення — 95 осіб (2011).
У 1975-1998 роках село належало до Ломжинського воєводства.

## Демографія
Демографічна структура станом на 31 березня 2011 року:
|          | Загалом | Допрацездатний вік | Працездатний вік | Постпрацездатний вік |
| -------- | ------- | ------------------ | ---------------- | -------------------- |
| Чоловіки | 49      | 8                  | 32               | 9                    |
| Жінки    | 46      | 12                 | 26               | 8                    |
| Разом    | 95      | 20                 | 58               | 17                   |